# Jean-Marie Piquint
Jean-Marie Piquint est un réalisateur et producteur de cinéma belge né à Bruxelles le 5 février 1937.

## Biographie
Pour ses débuts, Jean-Marie Piquint réalise son premier court métrage professionnel qui est apprécié comme représentant un exemple de film belge de fiction qui échappe aux maux habituels du cinéma belge de ce temps-là.
Ensuite, viendront deux longs métrages et une série de films pour le secteur public et le secteur privé dans les domaines du film pédagogique et scientifique, ainsi que du film d'entreprise. Quelques prix de festivals viendront les récompenser.  
C'est après quelques participations, à partir de 1955, à diverses productions de films, que Jean-Marie Piquint réalise, en 1958, un premier court métrage de fiction, Courrier du cœur interprété par Liliane Vincent, alors vedette de la scène belge, Richard Muller, et Lucien Mussière, connus au théâtre et à la télévision. C'est l'intervention d'un distributeur, Mercury Film, et un crédit accordé par le laboratoire Meuter-Titra dirigé par Dimitri Balachoff, qui rend possible la production du film. André Thirifays (Le Soir) : « Le film que vient de tourner Jean-Marie Piquint, avec Hubert Bastin pour la photographie, échappe aux maux de tant de films de fiction belges. Il présente un style aisé, rapide et plaisant, les interprètes y apparaissent pleins de vivacité. »

### Longs métrages
Pour un monde plus humain (1975), long métrage en 35 mm, Eastmancolor. Ce film est authentifié par un commentaire dans 100 ans de cinéma belge et dans le Dictionnaire des réalisateurs. Consacré aux plans culturels du ministère belge de la culture, ce film est cité dans un résumé du festival de Nyon (1976 ou 1977) : « Une excellente synthèse de la problématique culturelle telle qu'on la conçoit généralement dans nos démocraties occidentales avancées ». Plus de trente-cinq ans plus tard, il est toujours considéré comme étant d'actualité en matière d'animation culturelle lors de l'Année de la Société Intergénérationnelle (2012).
À hauteur d'homme (1981), (titre datant des prémices du film, en 1969), long métrage en 35 mm, Eastmancolor. C'est un sujet historique situé au XIXe siècle et interprété par Jacques Lippe, Michel Carnoy, Francis Houtteman et André Mairesse avec la voix "off" de Jean Musin. Ce film illustre la vie d'un médecin belge Louis Seutin. Formé dans le corps de santé de l'armée du 1er empire, il entreprit, en Belgique, la rénovation des hôpitaux, lutta contre la fièvre puerpérale et apporta un progrès radical dans les soins des fractures avant de s'en aller répandre ses idées dans plusieurs pays. La réalisation du film se signale par des images de reconstitutions médicales et, notamment, d'opérations chirurgicales exécutées selon les techniques anciennes avec des instruments d'époque,.  La musique originale est de José Berghmans, compositeur d'origine belge à qui l'on doit de nombreuses compositions pour des films et téléfilms français et pour des pièces de théâtre.
A Hauteur d'Homme a été exploité par projections en salles de copies en réduction 16 mm (d'après le négatif original 35 mm). Ce film a aussi été distribué pendant cinq ans aux Pays-Bas pour illustrer l'annexion par le premier empire français, époque qui précéda la période durant laquelle le héros du film fit ses études à l'université de Delft. D'autre part, le film a fait l'objet de deux passages sur antenne, mais ce n'est pas un téléfilm, contrairement à ce qui est indiqué au bas de l'article consacré à Pour un Monde Plus Humain dans 100 ans de Cinéma Belge, car la RTBF n'a pas participé à la production. Depuis, une adaptation aux normes numériques a permis de monter plusieurs versions en DVD et Blu-ray. La seule version conforme au projet initial du réalisateur est la version transposée en numérique en 2010.

### Courts et longs métrages documentaires
Les documentaires de Jean-Marie Piquint sont réservés à des publics spécialisés de l'industrie, de la science et de la médecine, mais on trouve néanmoins, à leur sujet, quelques références de presse : « ... on a salué la cohérence... l'écriture souple et vivante... la facture aisée, la diversité des intérêts... la variété de la composition des films de Piquint ». 
La Cybernétique, primé dans plusieurs festivals dont Vicence 1965 (Primo Premio Assoluto, catégorie du film d'enseignement), Rouen 1965 (prix Spécial du Jury), etc. et dont une copie en 35 mm couleur a été déposée à la Cinémathèque royale de Belgique, le film est aussi répertorié dans la collection du site de la cinémathèque cfwb.be du ministère de la Communauté française de Belgique. On peut voir dans cette production une démonstration de la tortue électronique. Ce film, qui pose le principe du feed back ou rétroaction qui est aussi intangible que les théorèmes de géométrie, est encore utilisé, après un demi-siècle, pour illustrer des cours donnés dans le cadre de l'héritage intellectuel de Gregory Bateson, psychologue et épistémologue, fondateur de l'Institut de Palo Alto. « Des images entièrement subordonnées au sujet, mais dont le choix, la qualité et la fluidité du montage assurent un commentaire à la fois plaisant et nécessaire... sous l'autorité du plus réputé de nos cybernéticiens, Georges R. Boulanger », écrit Le Soir. Pour La Cinégraphie Belge, c'est une « ... réussite indiscutable, remarquable effort de traduction visuelle esthétique d'un sujet aussi ingrat ».

## Filmographie
Liste non limitative.
- 1958 : Courrier du cœur (court métrage de fiction).
- 1964 : La Cybernétique (court métrage), une technologie qui touche à la philosophie (cinémathèque de la Communauté française de Belgique, Cinémathèque royale de Belgique, École française de Palo Alto (Lyon).
- 1975 : Pour un monde plus humain (long métrage),documentaire culturel.
- 1981 : À hauteur d'homme (long métrage), film historique.
- 1958-2005 : films de commande
- Sur un coussin d'air, le principe de la surpression atmosphérique utilisé pour la sustentation et la propulsion des hovercrafts, démonstration basée sur l'aéroglisseur PV-1 de l'ingénieur André Jaumotte
- La Psychomotricité, destiné à la formation des pédagogues (Cinémathèque de la Communauté française de Belgique)
- La Croix-Rouge au cœur de la vie.

Les sujets suivants figurent dans les collections de leurs commanditaires :
- Construire pour vivre, la formation aux métiers de la construction.
- Astro, histoire d'une tour, génie civil.
- Chamebel, génie civil et constructions métalliques.
- Essais sismiques, génie civil.
- La Route de l'avenir est blanche, génie civil.
- Rubberized asphalt, génie civil.
- 24 heures sur 24, relations publiques.
- Le Monde ne serait pas ce qu'il est, relations publiques.
- La Mucoviscidose, médical
- La maladie de Hodgkin, médical.
- Les Bâtisseurs du désert, génie civil.
- Portrait d'un ensemblier, relations publiques.
- B.S.C. Belgian Senior Consultant, relations publiques et promotion.
- Des spots et des clips.